# 魯霍拉·扎姆
魯霍拉·扎姆（波斯語：‎，1978年7月27日—2020年12月12日），伊朗記者、異見人士。2015年，他創建名為「Amadnews」的Telegram頻道。在2017－2018年伊朗示威中，扎姆積極報導，發放示威活動的時間和官員的負面信息。美國之音波斯語頻道經常邀請扎姆出席其節目。2020年6月，伊朗法庭指他經營一個很受歡迎的反政府論壇是「塵世腐敗」，當局認為論壇煽動了2017－2018年伊朗示威。他被法庭判處死刑並在同年12月12日執行。

## 生平
1978年，扎姆生於德黑蘭一個家庭。他的父親穆罕默德·阿里·扎姆是伊朗改革派人士，是1980至1990年代的高級政府官員。在伊朗綠色革命後，魯霍拉·扎姆反對執政者，被判在埃温监狱監禁。後來，扎姆離開伊朗逃亡到法國。
2019年10月14日，伊朗革命衛隊宣稱他們已經把扎姆引渡回伊朗並拘捕他。他的保安亦在其擁有100萬追踪者的Telegram頻道發佈他被捕的消息。
2020年初，聆訊在德黑蘭的革命法院第15分院展開，由法官Abolqasem Salavati主持，魯霍拉·扎姆最終被判處死刑。
2020年12月12日，他被絞刑處決，享年42歲。